# Копуляція

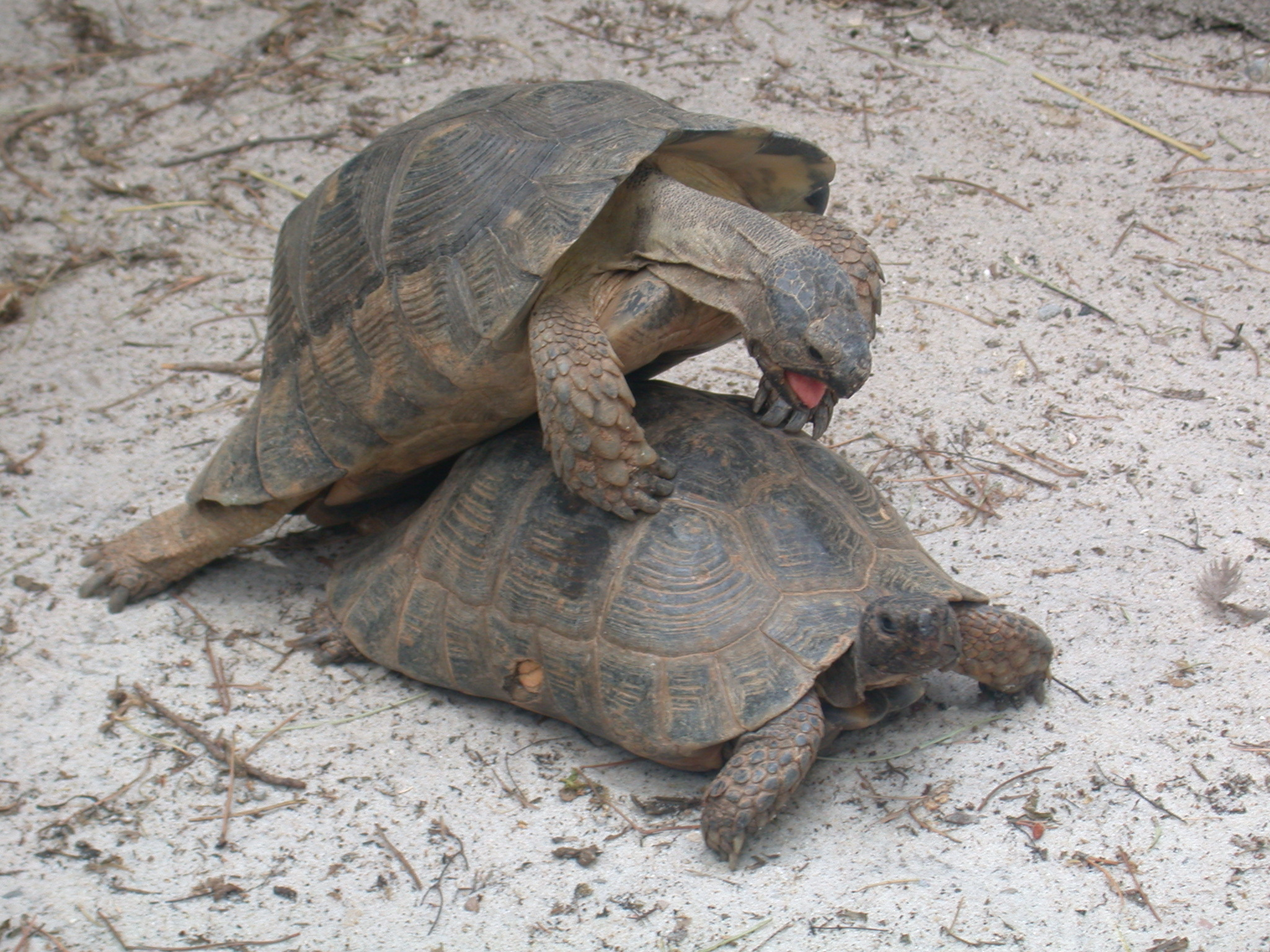
Черепаха облямована (Testudo marginata) під час копуляції

Копуля́ція (лат. copulatio — сполучення; з'єднання) — у широкому значенні цього слова — з'єднання двох особин при статевому акті, у вузькому значенні — злиття двох гамет, що майже не відрізняються. У разі значної відмінності чоловічої гамети від жіночої злиття їх називається заплідненням. Однакові вони переважно у нижчих рослин (хламіномонада), відрізняються у вищих рослин, хордових тварин.

## Джерело
- Біологічний словник / за ред. I. Г. Підоплічка. — К. : Головна редакція УРЕ, 1974. — Т. 3. — 552 с.